# Attica (2021)
Attica ist ein US-amerikanischer Dokumentarfilm von Traci Curry und Stanley Nelson aus dem Jahr 2021. Seine Premiere feierte der Film am 9. September 2021 beim Toronto International Film Festival 2021, am 29. Oktober 2021 wurde er schließlich erstmals bei Showtime ausgestrahlt.

## Handlung
Attica beschäftigt sich mit dem Gefängnisaufstand in der Attica Correctional Facility, einem Staatsgefängnis im US-Bundesstaat New York. Während des fünftägigen Aufstands kommen 1971 insgesamt 43 Menschen ums Leben, er gilt bis heute als der blutigste Gefängnisaufstand in der Geschichte der USA.
Hintergrund des Aufstandes sind die harten Haftbedingungen wie wenig Nahrung, fehlende medizinische Versorgung und unfaire Disziplinarverfahren. Dazu kommen grausame Strafen wie Schläge und Schikanierung der etwa zu 70 % schwarzen und Latino-Insassen durch die fast ausschließlich weißen Wärter. Der Aufstand begainnt am 9. September 1971, als die Insassen die Wärter überwältigen und die Kontrolle über das Gefängnis übernehmen. 42 Mitarbeiter werden von etwa 1000 Insassen als Geiseln genommen. Ziel des Aufstands ist die Verbesserung der Haftbedingungen durch die Erfüllung grundlegender menschlicher Bedürfnisse, eine Chance auf Bildung, eine bessere hygienische Grundversorgung sowie ein Amnestieversprechen für alle am Aufstand Beteiligten.
Die zunächst aussichtsreichen Verhandlungen scheitern jedoch, als ein Wärter an den Schlägen der Insassen stirbt. Präsident Nixon und Gouverneur Nelson Rockefeller wollen an den Aufständischen ein Exempel statuieren. Das Gefängnis wird mit Gewalt wieder unter die Kontrolle der Behörden gebracht: Es werden Tränengasgranaten in den Gefängnishof geworfen, gleichzeitig wird das Gewehrfeuer eröffnet. Zahlreiche Gefangene und Geiseln werden getötet. Die Schikanierung der Gefangen beginnt von Neuem bereits während deren Kapitulation.
Attica schildert die Vorgänge während des Gefängnisaufstands vor allem durch Interviews mit ehemaligen Häftlingen, Verhandlungsführern, Anwälten, Familienangehörigen von Geiseln und anderen wichtigen Beteiligen. Zudem werden die Ereignisse wirkungsvoll durch Überwachungskameraaufnahmen und die umfangreiche Berichterstattung in der Presse in Szene gesetzt. Die Ereignisse von 1971 werden im Rahmen der Interviews auch in den aktuellen Kontext der Rassendiskriminierung und der anhaltenden Notwendigkeit einer Gefängnisreform in den USA gestellt.

## Rezeption
Bei Rotten Tomatoes erreichte Attica bei 56 Kritiken 100 % auf dem Tomatometer, wobei die durchschnittliche Bewertung 8,4 aus 10 ist, sowie 85 % beim Audience Score. Das Urteil der Website lautete: „Attica lässt den titelgebenden Aufstand mit Intelligenz, Mitgefühl und Wut Revue passieren und präsentiert eine Version der Ereignisse, die die Geschichte ebenso ehrt wie sie die Kunst des Dokumentarfilms veranschaulicht.“
Beim Toronto International Film Festival 2021, wo der Film seine Premiere feierte, wurde herausgestellt, dass der Gefängnisaufstand von Attica in der Populärkultur bereits seit Langem als Symbol der Rebellion beschworen würde, sei es bei Dog Day Afternoon oder Orange is the New Black. Durch Attica würde es nun ermöglicht, die Tiefe der Geschichte hinter diesen Verweisen zu verstehen.
Metacritic bewertete den Film mit 88 von 100 Punkten, basierend auf 11 Kritikern, was ihm die Bewertung Universal Acclaim (allgemeine Zustimmung) verlieh.

## Nominierungen und Auszeichnungen
Critics’ Choice Documentary Awards 2021
- Nominierung in der Kategorie Bester Dokumentarfilm
- Nominierung in der Kategorie Beste Regie
- Nominierung in der Kategorie Bester Historischer oder Biografischer Dokumentarfilm

National Board of Review Awards 2021
- Auszeichnung als einer der Top 5 Dokumentarfilme

NAACP Image Awards 2022
- Nominierung in der Kategorie Bester Dokumentarfilm

Directors Guild of America Awards 2022
- Auszeichnung in der Kategorie Outstanding Directorial Achievement in Documentaries

Oscarverleihung 2022
- Nominierung in der Kategorie Bester Dokumentarfilm

Peabody Awards 2022
- Nominierung in der Kategorie Bester Dokumentarfilm